# حرکت اول
حرکت اول فیلمی به کارگردانی  فرهاد نجفی، نویسندگی فرهاد نجفی و پیمان عباسی و تهیه‌کنندگی مرتضی شایسته محصول سال ۱۳۸۷ است.

## خلاصه داستان
معتمدی، خلافکار بزرگ، بر اثر اختلاف، شریک خود روشن را، در خارج از کشور به قتل رسانده و برای به دست آوردن اموال او و با هویت جعلی وارد ایران می‌شود. پلیس که در جریان این ماجرا قرار گرفته در صدد پیدا کردن مخفیگاه معتمدی و دستگیری او برمی آید. از طرفی دیگر سارا که نوه روشن است تصمیم می‌گیرد با همکاری دوستان خود به نام‌های آناهیتا، سام، فرهاد و کیوان ضمن گرفتن انتقام از معتمدی اموال مسروقه پدربزرگ خود را پس بگیرد.

## بازیگران
- الناز شاکردوست
- پوریا پورسرخ
- لیلا اوتادی
- تیرداد کیانی
- علی صادقی
- مجید مشیری
- بهمن دان
- پرویز شفیع زاده
- مهرداد نقیبی
- مهدی صفایی
- سینا طاهری
- زری ولدبیگی
- مهراج محمدی
- کیانوش گرامی
- سید ابراهیم بحرالعلومی